# Joan Tomàs de Boixadors i Sureda de Sant Martí
Joan Tomàs de Boixadors i Sureda de Sant Martí (Barcelona, 2 d'abril de 1703 - Roma, 16 de desembre de 1780) fou un frare dominic català, que arribà a Mestre General de l'Orde dels Predicadors i Cardenal del títol de San Sisto.

## Infantesa
Fill de Joan Antoni de Boixadors Pacs i de Pinós, comte de Savallà i vescomte de Rocabertí, i de Dionísia Sureda de Sant Martí i Safortesa, el novè d'onze germans. La filiació a favor de Carles d'Àustria del seu pare el dugué a Mallorca, d'on fou nomenat virrei i, d'allà, a Viena. Els fills quedaren a la cura d'uns parents, estudiant amb els dominics del convent de Santa Caterina.

## Carrera
Joan Tomàs entrà de jove al servei de la marina austríaca. Però l'any 1734 decidí ingressar a l'orde dels dominics a Roma. Allà acabà els estudis de teologia i retornà a Santa Caterina. Començà una carrera puixant que el portà a ésser nomenat provincial d'Aragó el 1746 i mestre general al Capítol General presidit a Roma el 1756 pel papa Benet XIV. Com a governant va adquirir fama de prudent i disciplinat, redactant normes per als nous novicis, reformant els estudis de filosofia i defensant les idees tomistes com a únic pilar del seu programa.
El 13 de novembre de 1775 fou creat cardenal del títol de San Sisto pel papa Pius VI i obtingué una dispensa per a mantenir-se al capdavant dels dominics fins al maig de 1777.
El 16 de desembre de 1780 morí a Roma als 77 anys.

## Obra literària
Home de gran inquietud intel·lectual, l'1 d'abril de 1729 entrà com a membre fundador a l'Acadèmia de Bones Lletres de Barcelona, de la que n'era ànima promotora el seu germà Bernat Antoni, comte de Peralada.
En la seva ferma defensa de la filosofia de Sant Tomàs d'Aquino publicà, el 1757, De renovanda et defendenda doctrina sancti Thomae, obra que tingué gran difusió en la comunitat dominicana.
En el camp de la literatura en català, cap a 1720 escrigué un Soliloqui en dècimas compost per lo noble Dr. Joan de Boxadors en una de las Cadèmias se tingueren en casa Dn. Fèlix Amat, de temàtica mitològica i estil barroc, que hom considera una contribució important a la minsa producció en llengua catalana en aquells temps difícils.